# V345 Возничего
V345 Возничего (лат. V345 Aurigae) — одиночная переменная звезда в созвездии Возничего на расстоянии (вычисленном из значения параллакса) приблизительно 4423 световых лет (около 1356 парсеков) от Солнца. Видимая звёздная величина звезды — от +13,4m до +12,4m.

## Характеристики
V345 Возничего — красная пульсирующая медленная неправильная переменная звезда (LB) спектрального класса M6. Эффективная температура — около 3290 K.